# 瑞士聯邦最高法院
瑞士聯邦最高法院（德語：Bundesgericht），位于瑞士洛桑的Parc de Mon Repos公园内，是瑞士联邦的最高法院。依据《瑞士联邦宪法》，瑞士聯邦最高法院的职责是：处理涉及联邦法律、国际公法、州与州之间关系的法律的案件，各州宪法的权利管理，市镇的自治权（以及各州赋予其它人民团体的自治权）管理，管理联邦（或州）有关政治权利的修订。針對国际体育仲裁院的體壇問題也是會在這裡上訴。

## 註解
- Federal Supreme Court在線上《瑞士歷史辭典》中的德文、法文或版詞條。

## 外部連結
- Schweizerisches Bundesgericht （法文） （德文） （意大利文）
- Page on the website of the City of Lausanne